# Usora (région)
Pour les articles homonymes, voir Usora.
 (mars 2023).
Si vous disposez d'ouvrages ou d'articles de référence ou si vous connaissez des sites web de qualité traitant du thème abordé ici, merci de compléter l'article en donnant les références utiles à sa vérifiabilité et en les liant à la section « Notes et références ».

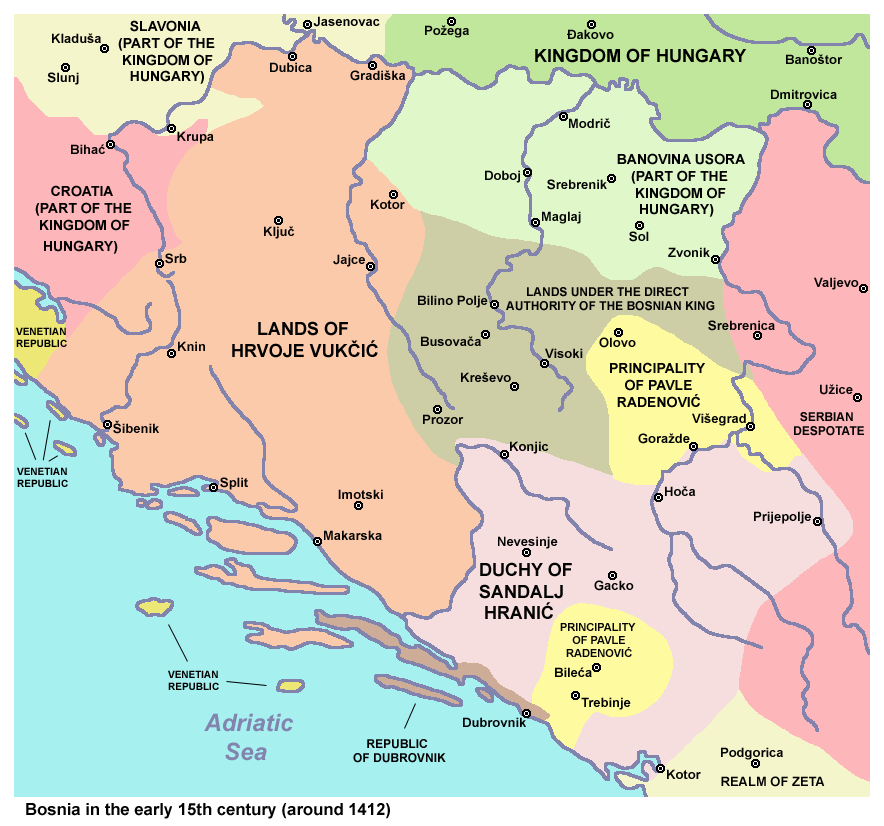
Carte de la Bosnie vers 1412.

La région d’Usora est une région historique située dans l'actuelle Bosnie-Herzégovine. Au Moyen Âge, elle faisait partie du banat puis du royaume de Bosnie et s'étendait jusqu'à Kulaši et Prnjavor à l'ouest, Srebrenik et Lukavac à l'est. Elle était délimitée par la Save au nord et par Zepce au sud. Dans les textes, son nom est souvent associé à celui de Soli, l'actuelle Tuzla.
De nombreuses forteresses furent construites dans la région d'Usora, comme celles de Doboj (XIIe-XIIIe siècles), Srebrenik (1333), Dobor (1387), Glaz (XIIe siècle), Soko (XIVe siècle), Tešanj (XIVe siècle) et Maglaj (XVe siècle). Sa situation au nord de la Bosnie et au bord de la plaine de Pannonie, en fit une zone convoitée, qui fut le terrain de nombreuses batailles entre le royaume de Bosnie et le royaume de Hongrie. Parmi les batailles les plus importantes, on peut citer celles de Srebrenik (1363), de Dobor (1394 et 1408) et de Doboj (1415).